# Виктор Крум
Вижте пояснителната страница за други значения на Крум.
Виктор Крум е герой от поредицата на Дж. К. Роулинг – „Хари Потър“, по-специално в романа „Хари Потър и Огненият бокал“, чиято роля се изпълнява от Станислав Яневски. 
Героят е българин и играе като търсач за националния отбор на България в популярния магьоснически спорт куидич. Той е най-добрият на поста си и това го прави световноизвестен в света на магьосниците. В романа Виктор Крум е и участник в Тримагическия турнир, който се провежда в училището за магия и вълшебства „Хогуортс“. Той се влюбва в Хърмаяни Грейнджър и я нарича „Хърмояна“. Виктор продължава да си общува с Хърмаяни, година след Тримагическият Турнир, въпреки че тя отказва на поканата му да му отиде на гости през лятото на 1995 г. Той вижда Хърмаяни и Хари отново (въпреки че не разпознава Хари, защото той е дегизиран) на сватбата на Фльор и Бил. Там се чувства оскърбен от символа на Даровете на Смъртта, изобразен на мантията на Ксено Лъвгуд, мислейки че това е знака на черния магьосник Гриндълоулд. Той също така се оплаква на Хари: „Какъв е смисълът да бъдеш всеизвестен куидичен играч, като всички хубави момичета са заети?“.